# Abbazia di Notre-Dame Port du Salut
L'abbazia Notre-Dame Port du Salut è un'abbazia trappista che si trova a Entrammes (Mayenne), in Francia.
La sua prima costruzione è datata nella prima metà del XIII secolo ed è retta attualmente da una comunità di una quindicina di monaci.

## Storia recente

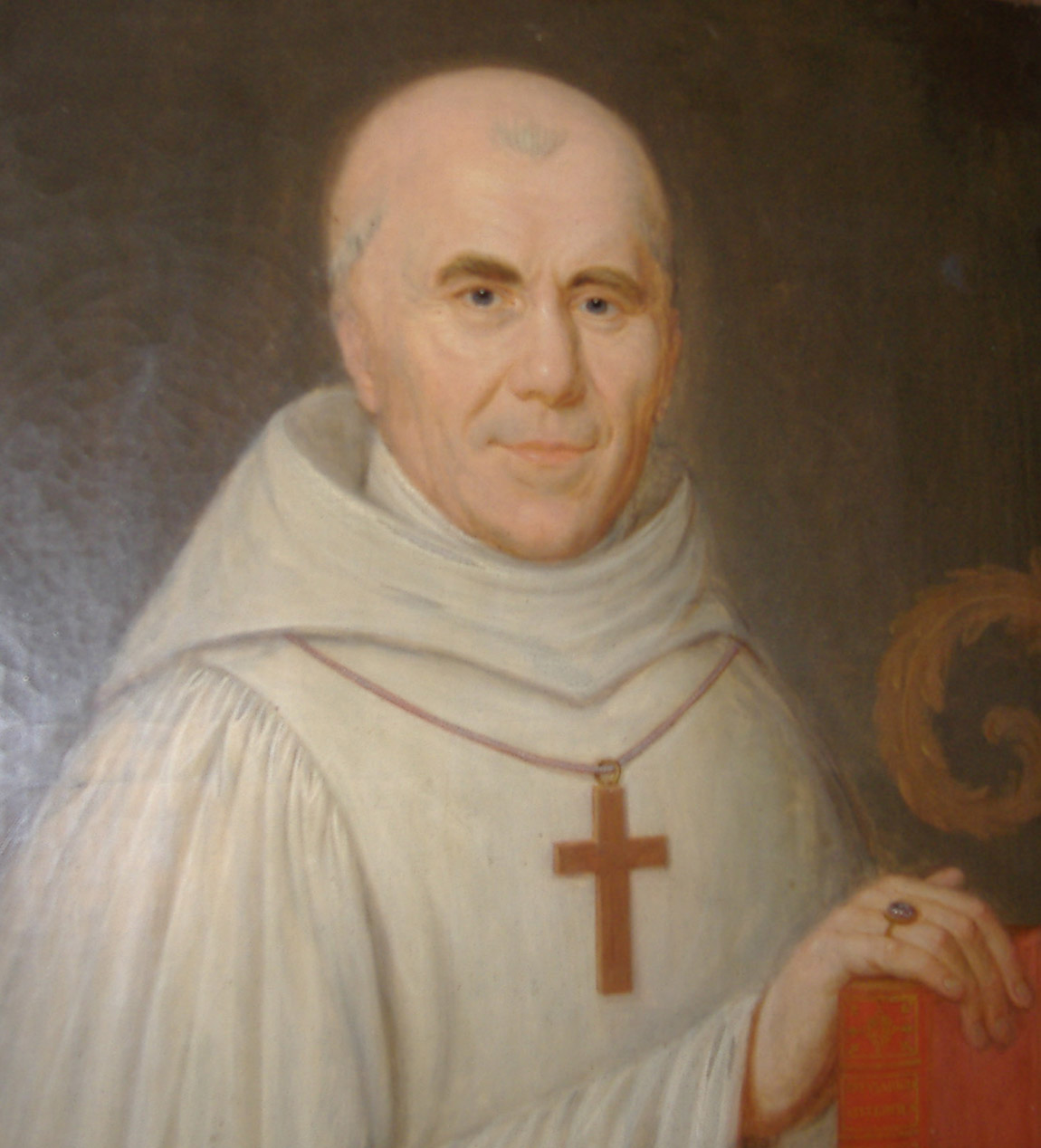
Dom Bernard de Girmont, primo abate di Port du Salut, nel 1815

L'abbazia trappista fu fondata agli inizi del XIX secolo. Nel 1815, dopo vent'anni di esilio, dovuto alla soppressione degli ordini religiosi da parte di Napoleone, i trappisti tornarono ad operare in Francia. Più precisamente, il 21 febbraio 1815 si insediarono nell'antichissima abbazia di Entrammes; il loro primo abate fu dom Bernard de Girmont.
Fu eretta ufficialmente ad abbazia il 10 dicembre 1816 da papa Pio VII.
Oggi, oltre al priorato, la chiesa abbaziale, la cappella del Santissimo Sacramento, l'abbazia possiede una foresteria con circa 35 stanze e un piccolo negozio con prodotti monastici. Vi è anche, all'ingresso dell'Abbazia, una "foresteria esterna" per i pellegrini che arrivano in caso di necessità nelle emergenze notturne.

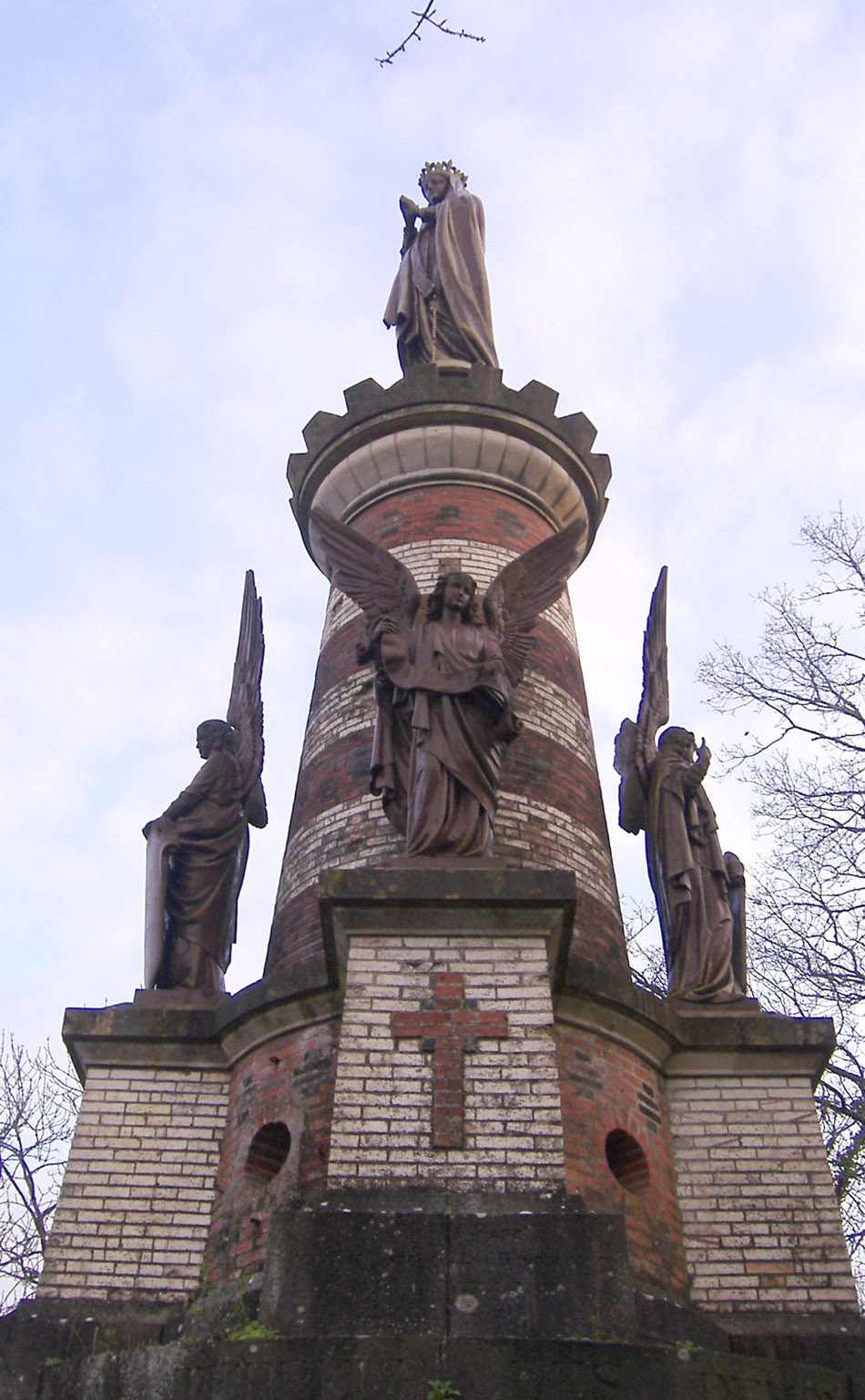
La colonna di Notre Dame du Triomphe

### Notre Dame du Triomphe
Dietro l'Abbazia si trova una collinetta con un giardino dotato di una fitta vegetazione. Il percorso porta alla colonna di Notre Dame du Triomphe, stele sulla quale vi è una statua della Vergine che domina la campagna circostante. Secondo quanto recita una lapide posta su questa stele, a tutti coloro che in quel luogo recitano tre Ave Maria sono concessi 100 giorni di indulgenza, come stabilito da papa Pio IX.

## Attività produttive
Sin dalla prima metà del XIX secolo i monaci avevano un allevamento di vacche da latte e producevano un formaggio cremoso, il Port Salut, simile per consistenza al Camembert. L'attività casearia, che negli anni passati si era notevolmente ingrandita, è interrotta da qualche anno.
Sono tuttora presenti presso l'abbazia alcuni alveari con annessa produzione di miele e candele profumate per i pellegrini.
Alcuni dei monaci si occupano di tenere in ordine la ricca biblioteca e rilegano i libri antichi. Questa attività è svolta, su ordinazione, anche per turisti e pellegrini.
All'ingresso del grande complesso si può trovare un negozio dove vengono venduti prodotti di cancelleria, libri e piccoli oggetti religiosi e altri prodotti alimentari delle abbazie vicine.
Sopra quest'ultimo negozio si trova una sala nella quale è allestita una mostra fotografica, storica e oggettistica sulla storia trappista e sulla storia dell'abbazia, sulla vita monastica e sull'organizzazione della giornata dei monaci.

## Galleria d'immagini

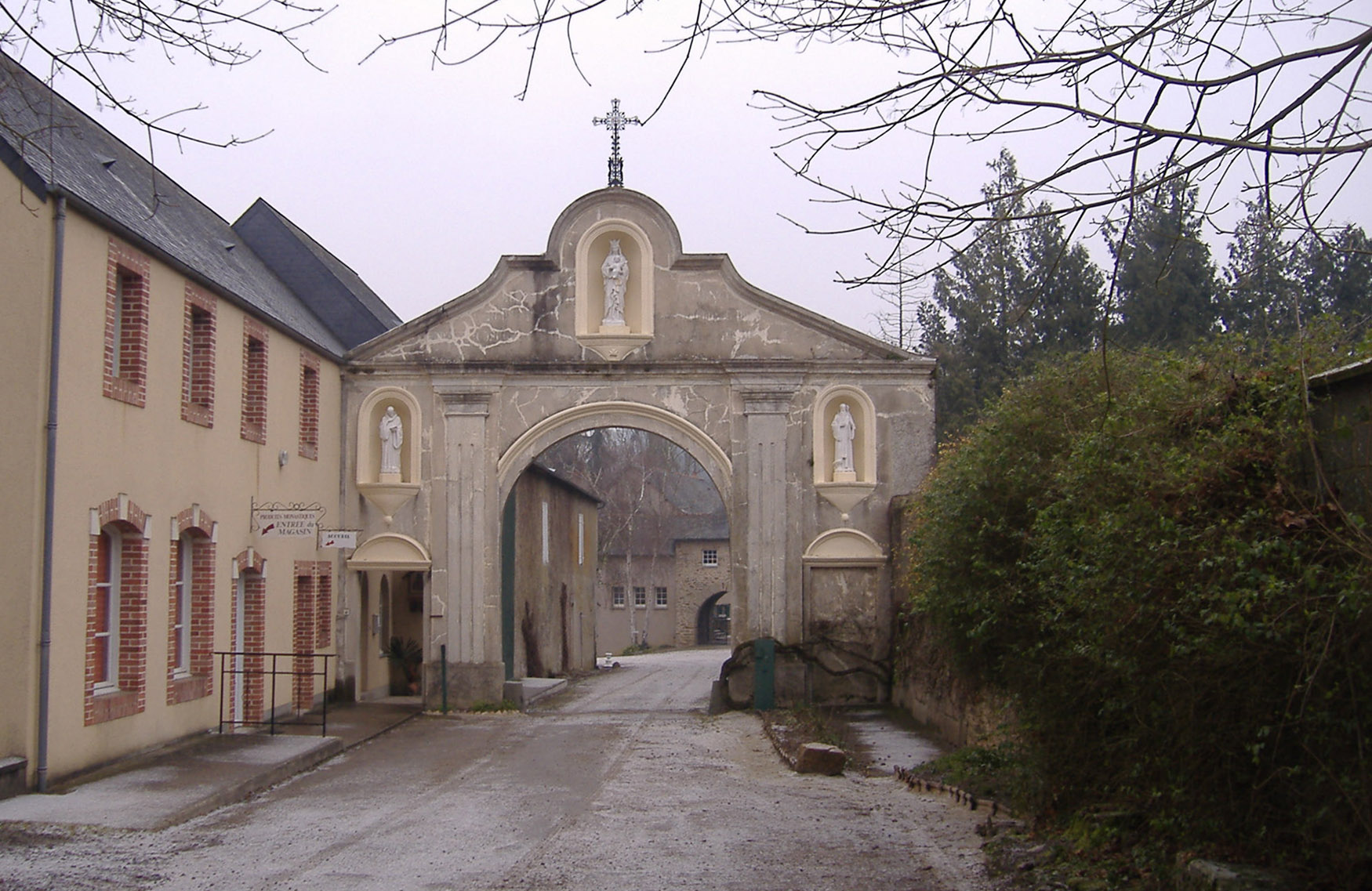
Il portone d'entrata dell'abbazia, con l'attiguo negozio di prodotti monastici, sulla sinistra.
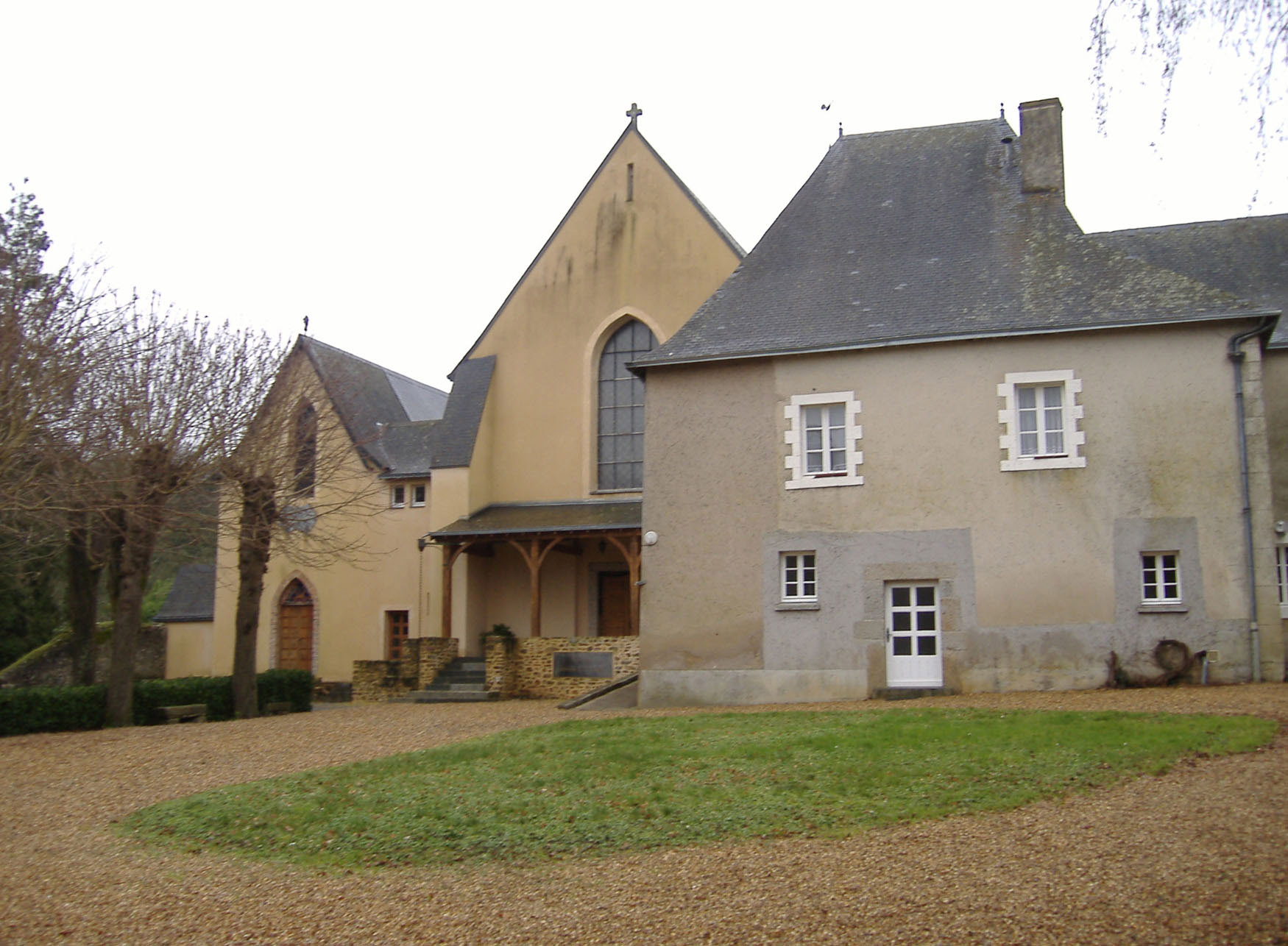
La chiesa all'interno dell'abbazia